# Golfo de Bengala
El golfo de Bengala ("বঙ্গোপসাগর" en bengalí) es un mar en el área noreste del océano Índico. Su forma se parece a un triángulo. Limita al este con la península de Malaca, al oeste con el subcontinente indio. El extremo norte del golfo limita con el estado indio de Bengala Occidental y con Bangladés. Los extremos del sur están limitados por la isla de Sri Lanka y el territorio indio de las Islas Andamán y Nicobar. Estas últimas islas separan el golfo de Bengala del mar de Andamán (también mar de Birmania).
Muchos de los ríos principales de la India desembocan desde el oeste en la bahía de Bengala: en el norte el río Ganges (o Ganga), el río Meghna y el río Brahmaputra. Al sur el Mahanadi, el Godavari, el Krishná y el Kaveri (también escrito Cauvery). El bosque de mangle llamado los Sundarbans está situado en el delta que forman los ríos Ganges, Brahmaputra y Meghna en el golfo de Bengala. 
Los puertos indios más importantes del golfo son Madrás, Vishakhapatnam, Calcuta y Pondicherry.
El golfo de Bengala ocupa una superficie de 2600 kilómetros cuadrados (1003,9 mi²). Varios grandes ríos desembocan en el golfo de Bengala: el Ganges-Hugli, el Padma, el Brahmaputra-Yamuna, el Barak-Surma-Meghna, el Irawadi, el río Godavari, el río Mahanadi, el Brahmani, el río Baitarani, el Krishna y el río Kaveri.

## Antecedentes

### Delimitación de la IHO
La Organización Hidrográfica Internacional («International Hydrographic Organization», IHO), máxima autoridad internacional en materia de delimitación de mares, considera al golfo de Bengala («Bay of Bengal») como un mar. En su publicación de referencia mundial, «Limits of oceans and seas» (Límites de océanos y mares, 3ª edición de 1953), le asigna el número de identificación 43 y define los límites del golfo de Bengala como sigue:
Al este: Una línea que va desde cabo Negrais (16°03'N) en Birmania a través de las islas mayores del grupo de Andaman, de tal manera que todas las aguas estrechas entre las islas se encuentran hacia el este de la línea y están excluidas de la bahía de Bengala, hasta un punto en Isla Pequeño Andamán. Isla en la latitud 10°48'N, longitud 92°24'E y desde allí a lo largo del límite suroeste del mar de Andamán. [Una línea que va desde Oedjong Raja ["Ujung Raja" o "Point Raja"] (5°32′N 95°12′E / 5.533, 95.200) en Sumatra hasta Poeloe Bras (Breuëh) y a través de las islas occidentales del grupo de Nicobar hasta Sandy Point en la isla Pequeño Andamán, de tal forma que todas las aguas estrechas pertenecen al mar de Birmania].
Por el sur: Puente de Adán (entre India y Ceilán) y desde el extremo sur de Dondra Head (punta sur de Ceilán) hasta la punta norte de Poeloe Bras (5°44′N 95°04′E / 5.733, 95.067).
Nota: Oedjong significa "cabo" en neerlandés en los mapas de las Indias Orientales Neerlandesas (Indonesia).

### Etimología
La bahía recibe su nombre de la histórica región de Bengala (la actual Bangladés y los estados indios de Bengala Occidental, Tripura y el Valle de Barak del sur de Assam). En escrituras de la India antigua, este cuerpo de agua puede haber sido referido como 'Mahodadhi' (sánscrito: महोदधि, que significa «gran receptáculo de agua»), mientras que aparece como Sinus Gangeticus o Gangeticus Sinus, que significa «golfo del Ganges», en algunos mapas europeos antiguos.
Los otros nombres sánscritos del golfo de Bengala son Vaṅgopasāgara' (sánscrito: वङ्गोपसागर, («submar de Bengala» o  «bahía de Bengala»), 'Vaṅgasāgara' (sánscrito: वङ्गसागर, («mar de Bengala»), 'Pūrvapayodhi' (sánscrito: पूर्वपयोधि, («océano del Este»).

## Historia

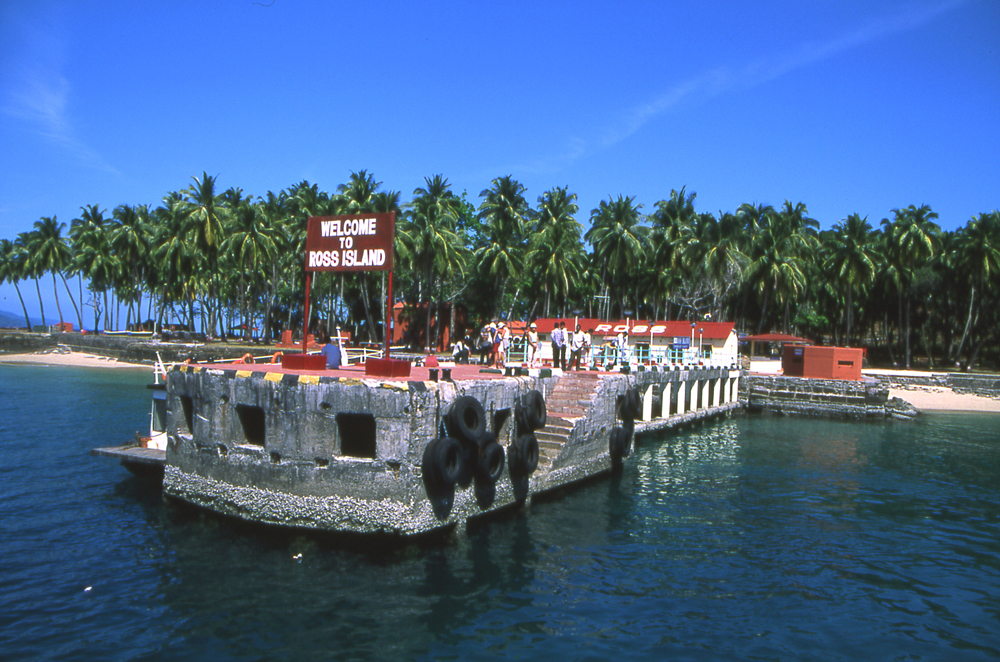
La isla de Ross, en las islas Andamán, fue una de las principales bases navales de la India durante la Segunda Guerra Mundial.

En la antigua India clásica, el golfo de Bengala era conocido como Kalinga Sagar («mar Kalinga»).
Los Circars septentrionales ocuparon la costa occidental del golfo de Bengala y actualmente se considera el estado indio de Odisha y Andhra Pradesh. La dinastía Chola (siglos IX al XII), cuando era gobernada por Rajaraja Chola I y Rajendra Chola I, ocupó y controló la bahía de Bengala con la Armada chola. Circa AD 1014, el golfo de Bengala también recibió el nombre de mar de Chola o lago de Chola.
La dinastía Kakatiya alcanzó la costa occidental del golfo de Bengala, entre los ríos Godavari y Krishna. El Kushanas a mediados del siglo I d. C. invadió el norte de la India, extendiéndose quizás hasta el golfo de Bengala. Chandragupta Maurya extendió el Imperio Maurya por el norte de la India hasta el golfo de Bengala. Hajipur fue un bastión de los piratas portugueses. En el siglo XVI, los portugueses construyeron puestos comerciales en el norte de la bahía de Bengala, en Chittagong (Porto Grande) y Satgaon (Porto Pequeno).
Los primeros indicios de la presencia musulmana en la región procedían de las rutas del comercio textil, una de las cuales se dirigía al este del mar Arábigo, lo que influyó en la emigración de árabes y persas, y otra al oeste, lo que hizo que los bengalíes budistas se mezclaran culturalmente con el islam.
Las zonas costeras que rodean el golfo de Bengala fueron colonizadas primero por los portugueses. Uno de los principales asentamientos fue Santo Tomé de Meliapor, hoy convertido en una barriada de la ciudad de Madrás en la India. En el año 1522, los portugueses construyeron allí una iglesia y, un año más tarde, ya se había construido una pequeña ciudad en el lugar. A principios del siglo XVII, Santo Tomé era una gran ciudad según los criterios de la época. Aunque no cabe duda de que los europeos desempeñaron un papel importante en el desarrollo histórico de la región bengalí, también es cierto que, en general, fueron más continuadores de las actividades de culturas anteriores que iniciadores del desarrollo. Hoy en día, los expertos opinan que se ha sobrevalorado la influencia en esta región de las primeras relaciones comerciales con los europeos. Se ha podido demostrar que el número de comerciantes asiáticos dedicados a la importación y exportación de materias como la seda y otros textiles en la zona del golfo de Bengala era superior al de los europeos, incluso a mediados del siglo XVIII.

## Importancia

### Importancia económica
Una de las primeras empresas comerciales a lo largo del golfo de Bengala fue The Company of Merchants of London Trading into the East Indies, más conocida como British East India Company o Compañía Británica de las Indias Orientales. Gopalpur-on-Sea era uno de sus principales centros comerciales. Otras compañías comerciales a lo largo de la costa del golfo de Bengala eran la Compañía Inglesa de las Indias Orientales y la Compañía Francesa de las Indias Orientales.
La BIMSTEC (Iniciativa del Golfo de Bengala para la Cooperación Técnica y Económica Multisectorial) apoya el libre comercio internacional en torno al golfo de Bengala entre Bangladés, Bután, India, Myanmar, Nepal, Sri Lanka y Tailandia.
El proyecto de canal marítimo de Sethusamudram es una nueva propuesta que crearía un canal para una ruta marítima que uniría el golfo de Mannar con el golfo de Bengala. Esto conectaría la India de este a oeste sin necesidad de rodear Sri Lanka.
A lo largo de las costas del golfo de Bengala prosperan los barcos de pesca thoni y catamarán de los pueblos pesqueros. Los pescadores pueden capturar entre 26 y 44 especies de peces marinos. En un año, la media de capturas es de dos millones de toneladas de pescado sólo en el golfo de Bengala. Aproximadamente el 31 % de los pescadores costeros del mundo viven y trabajan en la bahía.

### Importancia geoestratégica
El golfo de Bengala está situado en el centro del sur y el sureste de Asia. Se encuentra en el centro de dos enormes bloques económicos, la Asociación Sudasiática para la Cooperación Regional (ASACR o SAARC) y la Asociación de Naciones de Asia Sudoriental (ASEAN). Influye en la región meridional sin litoral de China en el norte y en los principales puertos marítimos de India y Bangladés. China, India y Bangladés han establecido acuerdos de cooperación naval con Malasia, Tailandia e Indonesia para aumentar la cooperación en la lucha contra el terrorismo en alta mar.

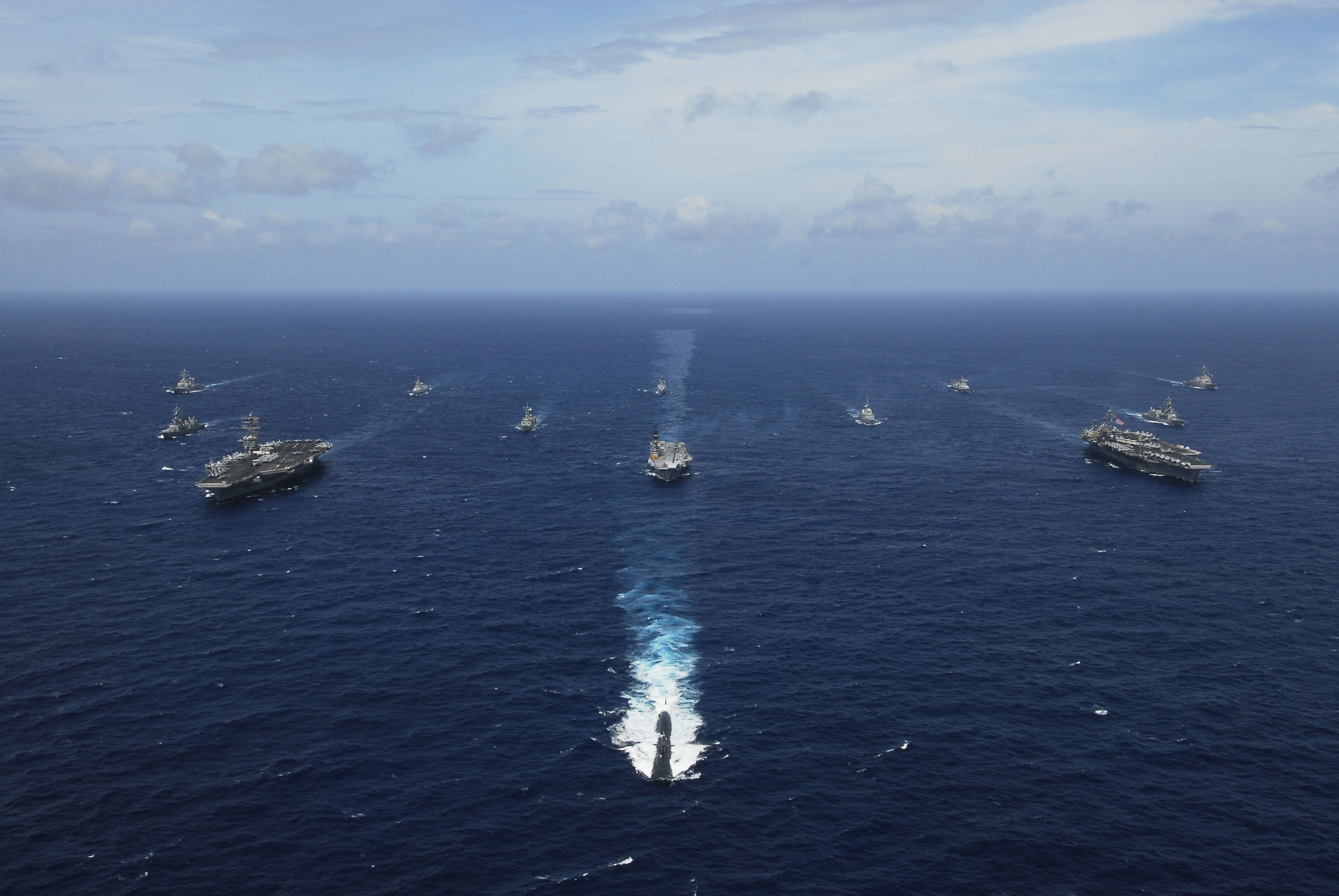
Imagen de los buques estadounidenses que participan en el ejercicio naval Malabar 2007. Participaron cruceros Aegis de las armadas de Japón y Australia y buques de apoyo logístico de Singapur e India en el golfo de Bengala.

Sus islas periféricas (las islas Andamán y Nicobar) y, sobre todo, los principales puertos, como Paradip Kolkata, Chennai, Visakhapatnam, Tuticorin, Chittagong y Mongla, a lo largo de su costa con el golfo de Bengala, aumentaron su importancia.
China se ha esforzado recientemente por proyectar su influencia en la región mediante acuerdos con Myanmar y Bangladés. Estados Unidos ha realizado importantes ejercicios con Bangladés, Malasia, Singapur, Tailandia y, recientemente, con India. El mayor ejercicio militar de la historia en la bahía de Bengala, conocido como Malabar 2007, se celebró en 2007 y en él participaron buques de guerra de Estados Unidos, Bangladés, Tailandia, Singapur, Japón y Australia. India también participó.
Los grandes yacimientos de gas natural en las áreas de la zona marítima de Bangladés incitaron a India y Myanmar a plantear una disputa territorial. Las disputas sobre los derechos de algunos bloques de petróleo y gas han provocado breves altercados diplomáticos entre Myanmar e India con Bangladés.
La disputa de los límites marítimos entre Bangladés y Birmania dio lugar a tensiones militares en 2008 y 2009.  La disputa marítima entre ambos países se resolvió en 2012 mediante la sentencia del Tribunal Internacional del Derecho del Mar. En 2014, también se resolvió la disputa entre India y Bangladés, en la que el tribunal de la ONU otorgó a Bangladés 19,467 km2 del área marítima de 25,602 km2 de la bahía de Bengala.

### Importancia religiosa
El golfo de Bengala en el tramo de Swargadwar, la puerta del cielo en sánscrito, en la ciudad india de Puri, es considerado sagrado por los hindúes.

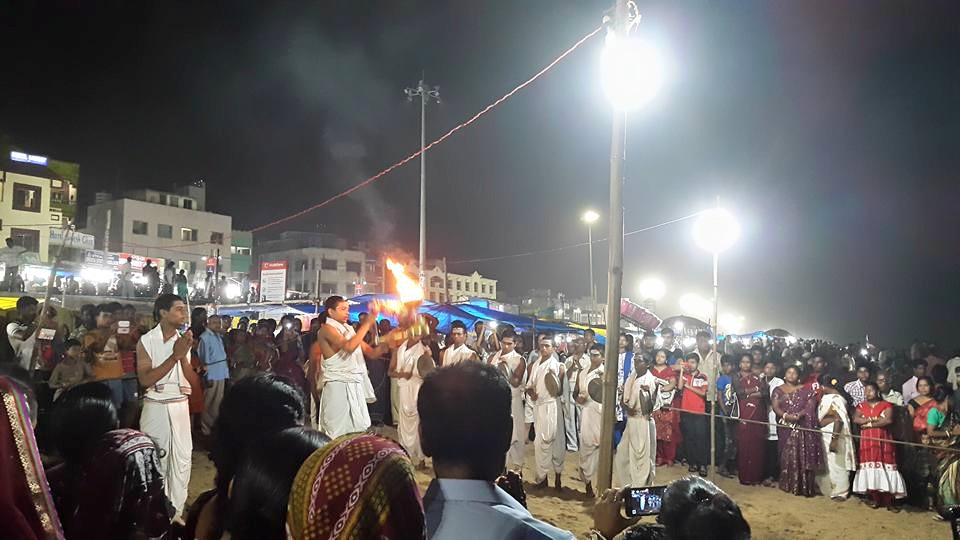
Samudra arati o adoración del mar por los discípulos del Govardhan Matha en Puri

El Samudra arati es una tradición diaria iniciada por el Shankaracharya de Puri para honrar al mar sagrado. La práctica diaria incluye la oración y la ofrenda de fuego al mar en Swargadwar, en Puri, por parte de los discípulos del Govardhana matha del Shankaracharya. Cada año, en Paush Purnima, el propio Shankaracharya acude a ofrecer oraciones al mar.